# Prentice (condado de Price, Wisconsin)
Prentice es un pueblo ubicado en el condado de Price en el estado estadounidense de Wisconsin. En el Censo de 2010 tenía una población de 475 habitantes y una densidad poblacional de 2,64 personas por km².

## Geografía
Prentice se encuentra ubicado en las coordenadas 45°31′50″N 90°14′0″O / 45.53056, -90.23333. Según la Oficina del Censo de los Estados Unidos, Prentice tiene una superficie total de 180.05 km², de la cual 179.63 km² corresponden a tierra firme y (0.23%) 0.42 km² es agua.

## Demografía
Según el censo de 2010, había 475 personas residiendo en Prentice. La densidad de población era de 2,64 hab./km². De los 475 habitantes, Prentice estaba compuesto por el 98.11% blancos, el 0% eran afroamericanos, el 0.42% eran amerindios, el 0% eran asiáticos, el 0% eran isleños del Pacífico, el 0% eran de otras razas y el 1.47% pertenecían a dos o más razas. Del total de la población el 0.42% eran hispanos o latinos de cualquier raza.